# Muzeum Regionalne w Sławkowie
Muzeum Regionalne w Sławkowie – muzeum położone w Sławkowie, działające obecnie jako Dział Kultury Dawnej tamtejszego Miejskiego Ośrodka Kultury. Powstało w 1976 roku z inicjatywy lokalnego Oddziału Towarzystwa Przyjaciół Ziemi Olkuskiej (obecnie: Towarzystwo Miłośników Sławkowa).
Muzeum początkowo mieściło się w budynku zabytkowej karczmy przy Rynku 2. W 1984 roku zostało przeniesione do pochodzącego z 1870 roku domu kupieckiego, należącego początkowo do rodziny Piekoszewskich, a następnie do rodziny Kuców. W tymże roku muzeum zostało włączone w struktury organizacyjne MOK.
Na ekspozycję muzeum składają się głównie zbiory o charakterze historycznym. Dotyczą one:
- wykopalisk archeologicznych, przeprowadzonych w latach 1983-1998, które doprowadziły do odkrycia ruin sławkowskiego zamku,
- historii Sławkowa w XX wieku (Republika Sławkowska, I i II wojna światowa),
- dziejów górnictwa i hutnictwa na tych terenach,
- historii miejscowego rzemiosła i handlu oraz przedmiotów codziennego użytku,
- dziejów sławkowskiej społeczności żydowskiej.

W muzeum działa Punkt Informacji Turystycznej.
Muzeum jest obiektem całorocznym, czynnym od poniedziałku do piątku oraz w ostatnią sobotę i niedzielę każdego miesiąca. Wstęp jest płatny.

## Galeria obrazów

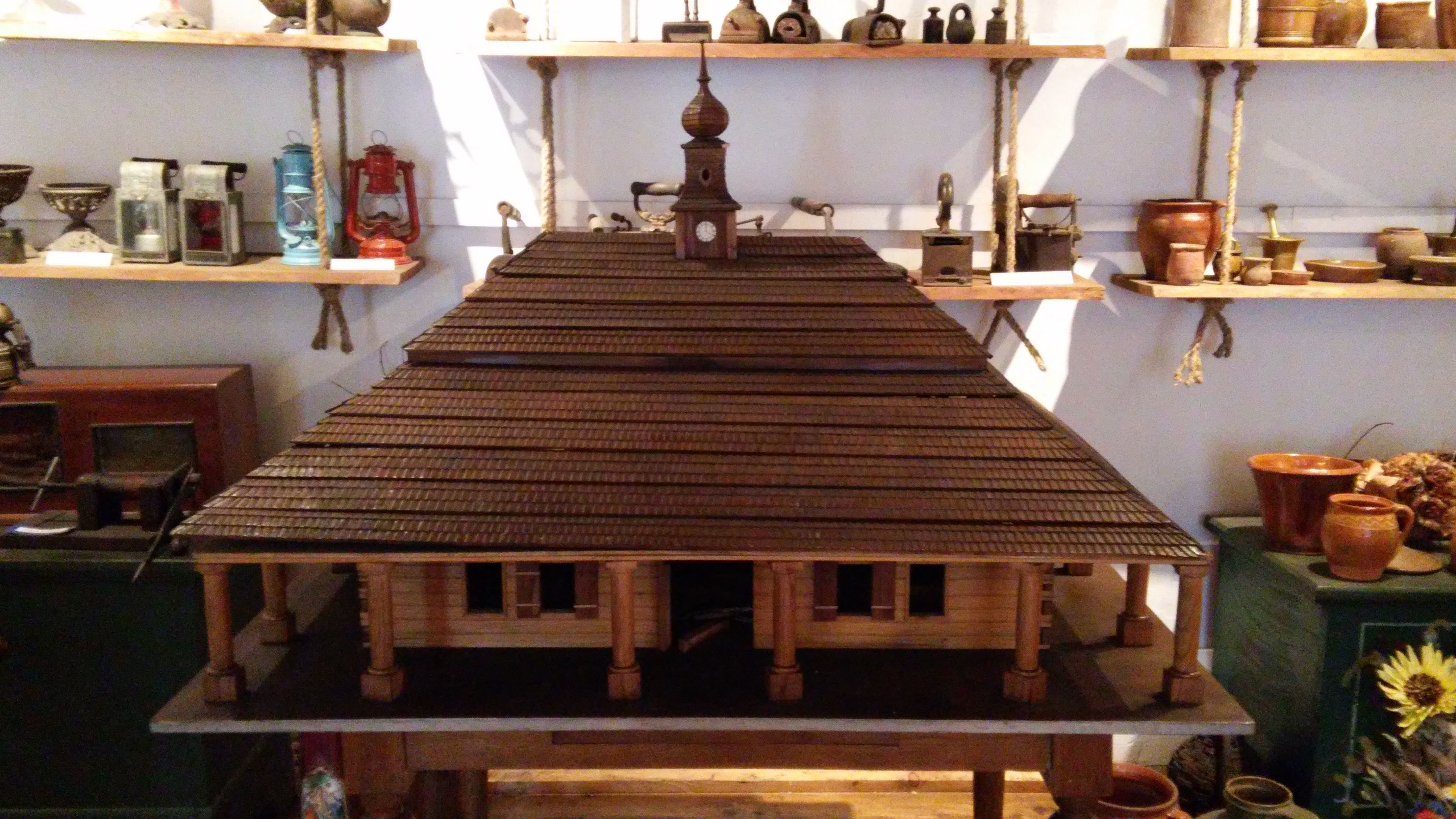
Model starego ratusza sławkowskiego (przed 1905)
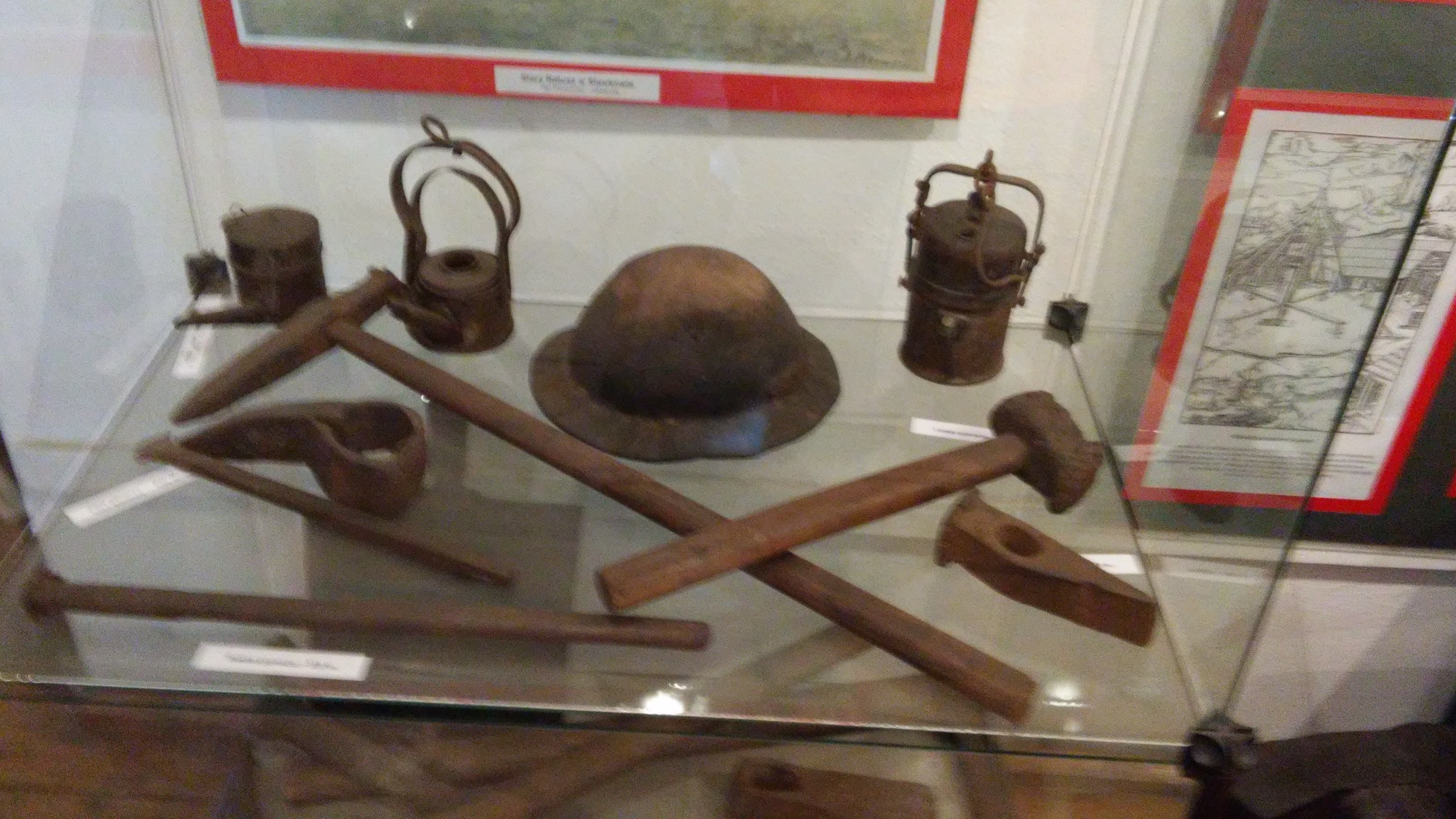
XIX-wieczne przyrządy górnicze
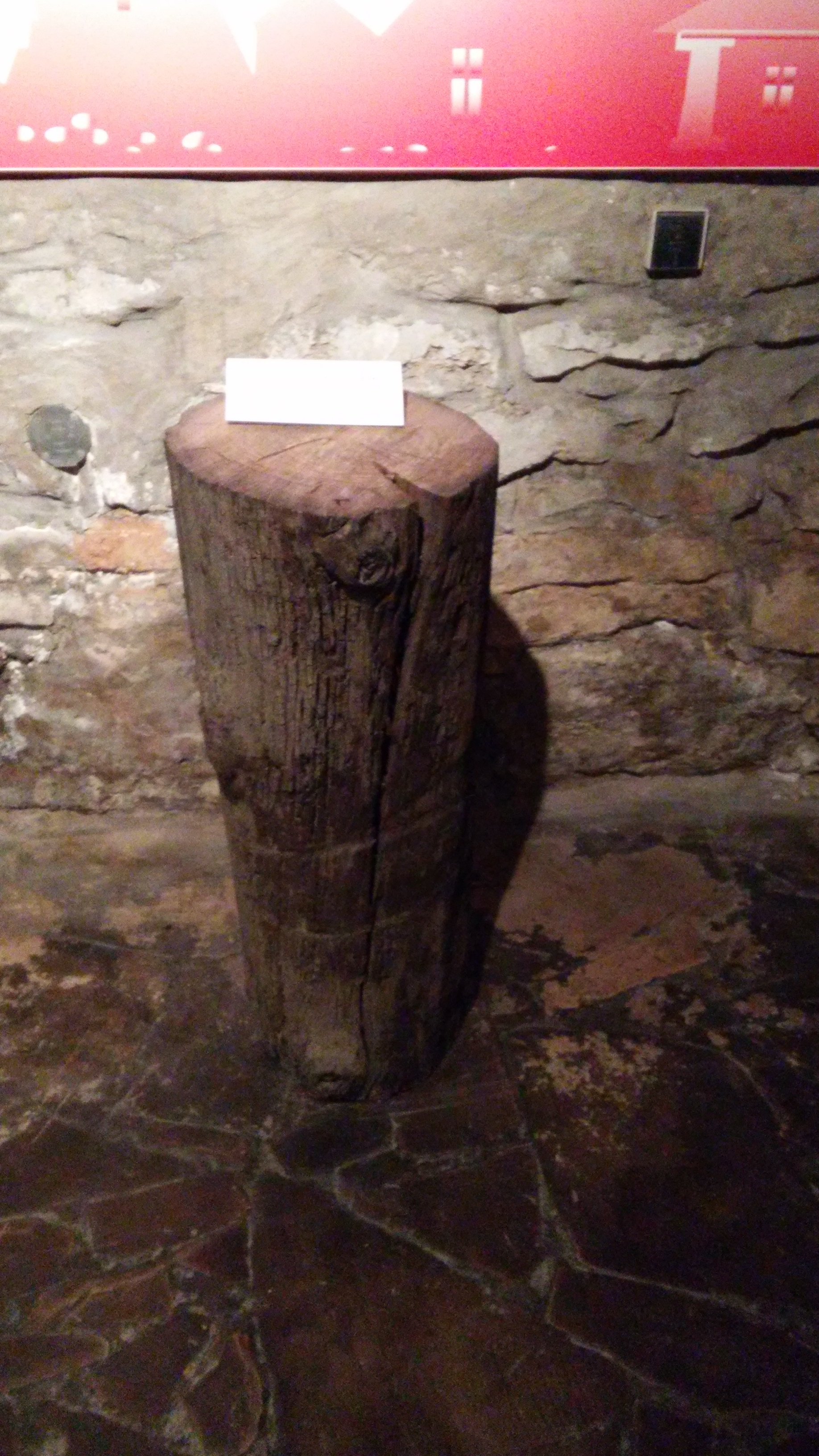
Fragment pala dębowego z palisadowo-ziemnych umocnień obronnych przy ul. Zakościelnej, datowany na X wiek